# Urrô (Arouca)
Urrô é uma localidade portuguesa sede da Freguesia de Urrô do Município de Arouca, freguesia com 10,79 km² de área e 900 habitantes (censo de 2021), tendo, por isso, uma densidade populacional de 83,4 hab./km².

## Demografia
Nota: No censo de 1900 regista uma diminuição anómala do número de habitantes (-516). Curiosamente verifica-se simultaneamente um aumento da população na vizinha freguesia de Várzea (+508). Em 1911, 1920 e 1930 tinha anexada a freguesia de Várzea (Arouca).
A população registada nos censos foi:
| Distribuição da População por Grupos Etários | Distribuição da População por Grupos Etários | Distribuição da População por Grupos Etários | Distribuição da População por Grupos Etários | Distribuição da População por Grupos Etários |
| -------------------------------------------- | -------------------------------------------- | -------------------------------------------- | -------------------------------------------- | -------------------------------------------- |
| Ano                                          | 0-14 Anos                                    | 15-24 Anos                                   | 25-64 Anos                                   | > 65 Anos                                    |
| 2001                                         | 209                                          | 179                                          | 586                                          | 232                                          |
| 2011                                         | 152                                          | 114                                          | 546                                          | 217                                          |
| 2021                                         | 102                                          | 90                                           | 488                                          | 220                                          |

## Património
- Igreja de São Miguel de Urrô
- Capelas de São Lourenço, de Santo António e de São Francisco
- Cruzeiro
- Vestígios castrejos do Coto do Muro
- casa de Cela e capela
- Quinta da Lameira
- Cruzeiro de Lourosa de Matos
- Tesouro numismático romano